# Patrick Mbeu
Patrick Mbeu (né le 9 mars 1986 à Kigali au Rwanda) est un joueur de football rwandais, qui évoluait au poste de gardien de but.

## Biographie

### Carrière en club
Patrick Mbeu joue en faveur de l'Armée patriotique rwandaise, et du Racing Club de France.

### Carrière en sélection
Il participe avec l'équipe du Rwanda à la Coupe d'Afrique des nations 2004 organisée en Tunisie, en tant que gardien remplaçant.
Il ne joue toutefois aucun match en équipe nationale au cours de sa carrière.

## Palmarès
| APR - Championnat du Rwanda (2) - Champion : 2003 et 2005. - Coupe Kagame (1) : - Vainqueur : 2004. - Finaliste : 2005. |  | Racing - Championnat de France Amateurs 2 (1) : - Champion : 2006-07 (groupe F). |